# 于寔
于寔（6世紀—581年），字賓實，西魏八柱国之一燕国公于谨之長子，原为万忸于氏，河南洛阳人。

## 生平
初从宇文泰征潼关。西魏大統三年（537年），又從復弘農，戰沙苑。以前後军功，封萬年縣子，邑五百戶，授主衣都統。在河橋之役，作為先鋒衝入敵軍陣營。當大軍還師，于寔又為內殿，任散騎常侍，轉太子右衛率，加都督。西魏大統九年（543年），参加邙山之戰。
西魏大統十一年（545年），西魏文帝元寶炬詔于寔侍講東宮。這時，侯景來附，遣于寔與諸軍援之，平定九曲城。進大都督，遷儀同三司，加散騎常侍。
西魏大統十四年（548年），除尚書，从太子元钦西巡。于寔此時為宇文泰的侍从武官，在陇山上刻石记录功臣名位时，预先以于寔为開府儀同三司。至西魏大統十五年（549年），果然被授予此衔。寻除渭州刺史，特给鼓吹一部，进爵为万年县公，增邑二百戶。
魏恭帝二年（555年），羌东令姐率部落反，西连吐谷浑。大将军豆卢宁征讨不克。又令于寔前去，遂破之。宇文泰手书劳问，赐奴婢一百口，马百匹。
557年，北周孝闵帝践阼，授户部中大夫，进爵延寿郡公。进位大将军，任勋州刺史，入为小司寇。天和二年（567年），延州蒲川贼郝三郎反，攻打丹州。北周派于寔讨平之，仍除延州刺史。五年，袭父爵為燕国公，进位柱国。后以罪免。不久恢复本官，除凉州总管。大象二年（580年），加上柱国，拜大左辅。隋开皇元年（581年），薨，赠司空，谥曰安。

## 家庭

### 夫人
- 河南元氏，西魏司空、尚书令、留守大都督、冯翊简穆王元季海长女[1][2]，封昌宁郡主[3]

### 子孙
- 子：于顗，字元武，娶宇文护之女。上開府、吳州總管、赐爵新野郡公。隋开皇元年袭爵燕国公。
  - 孙：于世虔
    - 曾孙：于俭，左屯卫将军。

  - 孙：于哲，亳州刺史。
- 子：于仲文，字次武，隋光禄大夫、右翊卫大将军，延寿郡公；有子九人，三子一女被尉迟迥所杀。
  - 孙：于钦明，彭州刺史。
- 子：于恽
- 子：于象贤，周驸马都尉，尚义阳公主、仪同大将军，隋左领军武贲郎将、骠骑大将军、黔昌县公。
  - 孙：于德基
  - 孙：于德威，隋益州郫县长，唐州监亭县令。
    - 曾孙：于玄范，显武令。
      - 玄孙：于汪，秘书监。
        - 五世孙：于公异
          - 六世孙：于頵
          - 六世孙：于䪻

        - 五世孙：于庭顺
        - 五世孙：于庭诲
          - 六世孙：于颙，天兴令。

        - 五世孙：于庭谓
          - 六世孙：于颀，工部尚书、谯郡公。
          - 六世孙：于颖
          - 六世孙：于颋，太原府司录参军。
          - 六世孙：于颐，监察御史。

        - 五世孙：于敻，字叔遐，泗州司马。
          - 六世孙：于䪹，户部侍郎、判度支。
          - 六世孙：于顶，长安令。
          - 六世孙：于頔，字允元，相宪宗。
          - 六世孙：于颇，洋州司户参军。

    - 曾孙：于谦（609—671年），字敬同，唐左卫郎将检校左武卫将军上骑都尉。于谦娶淄川县公李孝同女。

  - 孙：于德行，恒州刺史。
    - 曾孙：于玄徹，沧州刺史。
    - 曾孙：于思言，兵部郎中、大府卿。

  - 孙：于德芳，越州刺史，黔昌定公。

### 女兒
- 于茂德，嫁韩觊[4]
- 于氏，第二女，嫁隋朝使持节、大将军、总管安鄂隋顺应士溫汅黃九州诸军事、安州刺史、西河郡公窦洪景